# Robert Davi
Robert John Davi (New York, 26 giugno 1951) è un attore, regista e cantante statunitense.

## Biografia
Robert Davi nasce nel Queens da Sal Davi, siciliano originario di Torretta (PA), e Mary Rullo, italo-americana la cui famiglia era originaria di Nusco (AV). Il 21 luglio 2015 ha ricevuto la cittadinanza onoraria del comune di Torretta (di cui era originario il padre).
Attore dalla caratteristica faccia butterata, famoso soprattutto per aver interpretato il personaggio di Franz Sanchez, nemico di James Bond nel sedicesimo film, 007 - Vendetta privata (1989), e molti altri ruoli da cattivo sul finire degli anni ottanta, tra i quali Jake Fratelli nel cult I Goonies (1985) e Hans Zarba nel comico Il figlio della Pantera Rosa. Ha anche doppiato la voce del generale evroniano Zondag, la nemesi di Pikappa, nel videogioco Chi è PK?.
Nel 1990 interpreta il tenente Sean McKinney nel seguito del film horror Maniac Cop - Poliziotto sadico, assieme con Bruce Campbell, e ritorna come protagonista assoluto nell'terzo ed ultimo film del 1993.
In televisione è apparso in due episodi di Criminal Minds e ha interpretato la parte dell'agente speciale Bailey Malone della serie per la NBC, Profiler - Intuizioni mortali. 
Nel 2011, Davi ha partecipato, accanto ad attori come Val Kilmer e Christopher Walken, al film Kill the Irishman ed è stato tra i protagonisti di The Iceman (2012). Nel 2014, ha interpretato Goran Vata nel film I mercenari 3.
Nel 2015, Davi è apparso nel video musicale di Bob Dylan, The Night They Called It A Day e ha partecipato al video del brano Sopra la media di J-Ax. Nello stesso anno ha letto una serie di poesie di Gabriele Tinti al Getty Museum di Los Angeles, ispirate alla celebre statua Pugile in riposo.

## Vita privata
Robert Davi si è sposato tre volte: il primo matrimonio, con Jan Borenstein, è durato dal 1971 al 1980; dal secondo matrimonio (1980-1990) con l'attrice Jeri McBride ha avuto un figlio, Sean Christian nel 1981; dal terzo matrimonio con Christine Bolster, sposata nel 1990 ma dalla quale si è separato, ha avuto quattro figli, Ariana Marie (1990), Frances (1992), Isabella e Nicholas Edward (gemelli nati nel 2001).

## Filmografia parziale

### Cinema
- Per piacere... non salvarmi più la vita (City Heat), regia di Richard Benjamin (1984)
- I Goonies (The Goonies), regia di Richard Donner (1985)
- Codice Magnum (Raw Deal), regia di John Irvin (1986)
- Trappola di cristallo (Die Hard), regia di John McTiernan (1988)
- Action Jackson, regia di Craig R. Baxley (1988)
- 007 - Vendetta privata (Licence to Kill), regia di John Glen (1989)
- Maniac Cop - Il poliziotto maniaco (Maniac Cop 2), regia di William Lustig (1990)
- Predator 2, regia di Stephen Hopkins (1990)
- Orchidea selvaggia 2 (Wild Orchid II: Two Shades of Blue), regia di Zalman King (1991)
- Cristoforo Colombo - La scoperta (Christopher Columbus: The Discovery), regia di John Glen (1992)
- Il figlio della Pantera Rosa (Son of the Pink Panther), regia di Blake Edwards (1993)
- Maniac Cop 3 - Il distintivo del silenzio (Maniac Cop III: Badge of Silence), regia di William Lustig e Joel Soisson (1993)
- Poliziotti a domicilio (Cops and Robbersons), regia di Michael Ritchie (1994)
- A un passo dall'inferno (No Contest), regia di Paul Lynch (1995)
- Showgirls, regia di Paul Verhoeven (1995)
- Una maledetta occasione (An Occasional Hell), regia di Salomé Breziner (1996)
- In the Mix - In mezzo ai guai (In the Mix), regia di Ron Underwood (2005)
- Hot Chick - Una bionda esplosiva (The Hot Chick), regia di Tom Brady (2006)
- Game of Death, regia di Giorgio Serafini (2010)
- Bulletproof Man (Kill the Irishman), regia di Jonathan Hensleigh (2011)
- Swamp Shark, regia di Griff Furst (2011)
- The Iceman, regia di Ariel Vromen (2012)
- Blood of Redemption, regia di Giorgio Serafini (2013)
- I mercenari 3 (The Expendables 3), regia di Patrick Hughes (2014)
- Club Life, regia di Fabrizio Conte (2015)
- Criminal, regia di Ariel Vromen (2016)
- The Bronx Bull, regia di Martin Guigui (2016)
- L'uomo che disegnò Dio, regia di Franco Nero (2022)
- Reagan - Un presidente sotto i riflettori (Reagan), regia di Sean McNamara (2024)

### Televisione
- Charlie's Angels – serie TV, episodio 3x10 (1978)
- L'incredibile Hulk (The Incredible Hulk) – serie TV, episodio 3x04 (1979)
- I giorni del padrino (The Gangster Chronicles) – miniserie TV, 13 puntate (1981)
- The Optimist – serie TV, un episodio (1983)
- A-Team (The A-Team) – serie TV, episodio 3x10 (1984)
- Profiler - Intuizioni mortali (Profiler) – serie TV, 82 episodi (1996-2000)
- Stargate Atlantis – serie TV, 6 episodi (2004-2008)
- Criminal Minds – serie TV, episodio 5x23 (2010)
- CSI - Scena del crimine (CSI: Crime Scene Investigation) – serie TV, episodio 14x18 (2014)

### Doppiatore
- Chi è PK? (Disney's PK: Out of the Shadows) - videogioco (2002)

## Doppiatori italiani
Nelle versioni in italiano delle opere in cui ha recitato, Robert Davi è stato doppiato da:
- Michele Kalamera in Maniac Cop - Il poliziotto maniaco, Predator 2, Hot Chick - Una bionda esplosiva
- Michele Gammino ne I Goonies, L'uomo che disegnò Dio
- Stefano De Sando in Swamp Shark, The Iceman
- Rodolfo Bianchi in Cristoforo Colombo - La scoperta, Criminal Minds
- Paolo Buglioni in A un passo dall'inferno, Una maledetta occasione
- Massimo Lodolo in Stargate Atlantis, Club Life
- Paolo Poiret in Charlie's Angels
- Sergio Di Giulio in L'incredibile Hulk
- Roberto Chevalier in Codice Magnum
- Ugo Maria Morosi in Trappola di cristallo
- Vittorio Stagni in Action Jackson
- Sandro Sardone in 007 - Vendetta privata
- Massimo Corvo ne Il figlio della Pantera Rosa
- Nino Prester in Poliziotti a domicilio
- Eugenio Marinelli in Showgirls
- Fabrizio Pucci in Profiler - Intuizioni mortali (st. 1-2)
- Oreste Rizzini in Profiler - Intuizioni mortali (st. 3-4)
- Gianni Giuliano in CSI - Scena del crimine
- Gianni Gaude in Nip/Tuck
- Giorgio Melazzi in Call Me: The Rise and Fall of Heidi Fleiss
- Dario Penne in Game of Death
- Giovanni Petrucci in Bulletproof Man
- Daniele Valenti ne I mercenari 3
- Diego Reggente in Asteroid vs Earth
- Pietro Ubaldi in Reagan - Un presidente sotto i riflettori

Da doppiatore è sostituito da:
- Rodolfo Bianchi in Chi è PK?